# Arrondissement Rodez
Het arrondissement Rodez is een arrondissement van het Franse departement Aveyron in de regio Occitanie. De onderprefectuur is Rodez.

## Kantons
Het arrondissement was tot 2014 samengesteld uit de volgende kantons:
- Kanton Baraqueville-Sauveterre
- Kanton Bozouls
- Kanton Cassagnes-Bégonhès
- Kanton Conques
- Kanton Entraygues-sur-Truyère
- Kanton Espalion
- Kanton Estaing
- Kanton Laguiole
- Kanton Laissac
- Kanton Marcillac-Vallon
- Kanton Mur-de-Barrez
- Kanton Naucelle
- Kanton Pont-de-Salars
- Kanton Réquista
- Kanton Rignac
- Kanton Rodez-Est
- Kanton Rodez-Nord
- Kanton Rodez-Ouest
- Kanton Saint-Amans-des-Cots
- Kanton Saint-Chély-d'Aubrac
- Kanton Sainte-Geneviève-sur-Argence
- Kanton Saint-Geniez-d'Olt
- Kanton La Salvetat-Peyralès

Na de herindeling van de kantons bij decreet van 21 februari 2014 , met uitwerking op 22 maart 2015, omvat het volgende kantons : 
- Kanton Aubrac et Carladez
- Kanton Aveyron et Tarn  (deel: 5/17)
- Kanton Causse-Comtal  (deel: 6/7)
- Kanton Lot et Dourdou  (deel: 3/11)
- Kanton Lot et Palanges
- Kanton Lot et Truyère
- Kanton Nord-Lévezou  (deel: 3/4)
- Kanton Rodez-1
- Kanton Rodez-2
- Kanton Rodez-Onet
- Kanton Vallon